# Omega (radionavigation)
 For alternative betydninger, se Omega. (Se også artikler, som begynder med Omega)
OMEGA var det første globalt brugbare radionavigationssystem, driftet af USA i samarbejde med seks partnernationer. OMEGA var et hyperbolisk navigationssystem, som muliggjorde at søfartøjer og luftfartøjer kunne bestemme deres position ved at modtage VLF-radiosignaler i frekvensintervallet 10 til 14 kHz. VLF-radiosignalerne blev sendt af et netværk af stationære terrestiske radiofyr. Et navigationmodtagerapparat blev anvendt til at modtage VLF-radiosignalerne og ud fra dem kunne en position bestemmes. OMEGA blev sat i drift omkring 1971 og blev afviklet i 1997 til fordel for Global Positioning System (GPS).